# Andrew Naylor
Pour les articles homonymes, voir Naylor.
Andrew Naylor (né le 12 août 1965 à Nottingham en Angleterre), est un patineur artistique britannique de couple.
Avec sa partenaire Cheryl Peake, ils sont sextuples champions de Grande-Bretagne de 1986 à 1991.

## Biographie

### Carrière sportive
Andrew Naylor patine 3 saisons avec Maxine Hague entre 1981 et 1984 avec qui il monte trois fois sur le podium national à la 3e place.
Dès la saison suivante il patine avec une nouvelle partenaire, Cheryl Peake, avec qui il domine le patinage britannique des couples artistiques de 1986 à 1991, en remportant six titres nationaux consécutifs.
Sur le plan international, ils ont participé aux Jeux olympiques d'hiver de 1988 à Calgary où ils se sont classés 12e, cinq championnats du monde, sept championnats d'Europe et quelques autres compétitions internationales. Leur meilleur résultat mondial est une neuvième place obtenue en 1987 à Cincinnati, et leurs meilleurs classements européens sont deux cinquièmes places obtenues en 1987 à Sarajevo et 1989 à Birmingham.
Le couple sportif quitte le patinage amateur en 1992.

## Palmarès
Avec deux partenaires :
- Maxine Hague (4 saisons : 1980-1984)
- Cheryl Peake (8 saisons : 1984-1992)

| Compétition/Saison              | 1981    | 1982    | 1983    | 1984    |  | 1985    | 1986    | 1987    | 1988    | 1989    | 1990    | 1991    | 1992    |  |
| Jeux olympiques d'hiver         |         |         |         |         |  |         |         |         | 12e     |         |         |         |         |  |
| Championnats du monde           |         |         |         |         |  |         | 12e     | 9e      | 12e     | 11e     | F       | 13e     | F       |  |
| Championnats d'Europe           |         |         |         |         |  |         | 10e     | 5e      | 8e      | 5e      | 8e      | 8e      | 9e      |  |
| Championnats de Grande-Bretagne | 4e      | 3e      | 3e      | 3e      |  | 2e      | 1er     | 1er     | 1er     | 1er     | 1er     | 1er     | 2e      |  |
|                                 |         |         |         |         |  |         |         |         |         |         |         |         |         |  |
| Autres compétitions             | 1980/81 | 1981/82 | 1982/83 | 1983/84 |  | 1984/85 | 1985/86 | 1986/87 | 1987/88 | 1988/89 | 1989/90 | 1990/91 | 1991/92 |  |
| Skate America                   |         |         |         |         |  |         |         | 7e      |         | 9e      |         |         | 8e      |  |
| Skate Canada                    |         |         |         |         |  |         |         | 8e      | 4e      |         |         |         |         |  |
| Trophée de France               |         |         |         |         |  |         |         |         |         |         |         | 4e      |         |  |
| Légende : F = Forfait           |         |         |         |         |  |         |         |         |         |         |         |         |         |  |